# Hemiphileurus vulgatus
Hemiphileurus vulgatus är en skalbaggsart som beskrevs av Dupuis och Roger Paul Dechambre 2000. Hemiphileurus vulgatus ingår i släktet Hemiphileurus och familjen Dynastidae. Inga underarter finns listade i Catalogue of Life.